# Pacific Life Open 2005

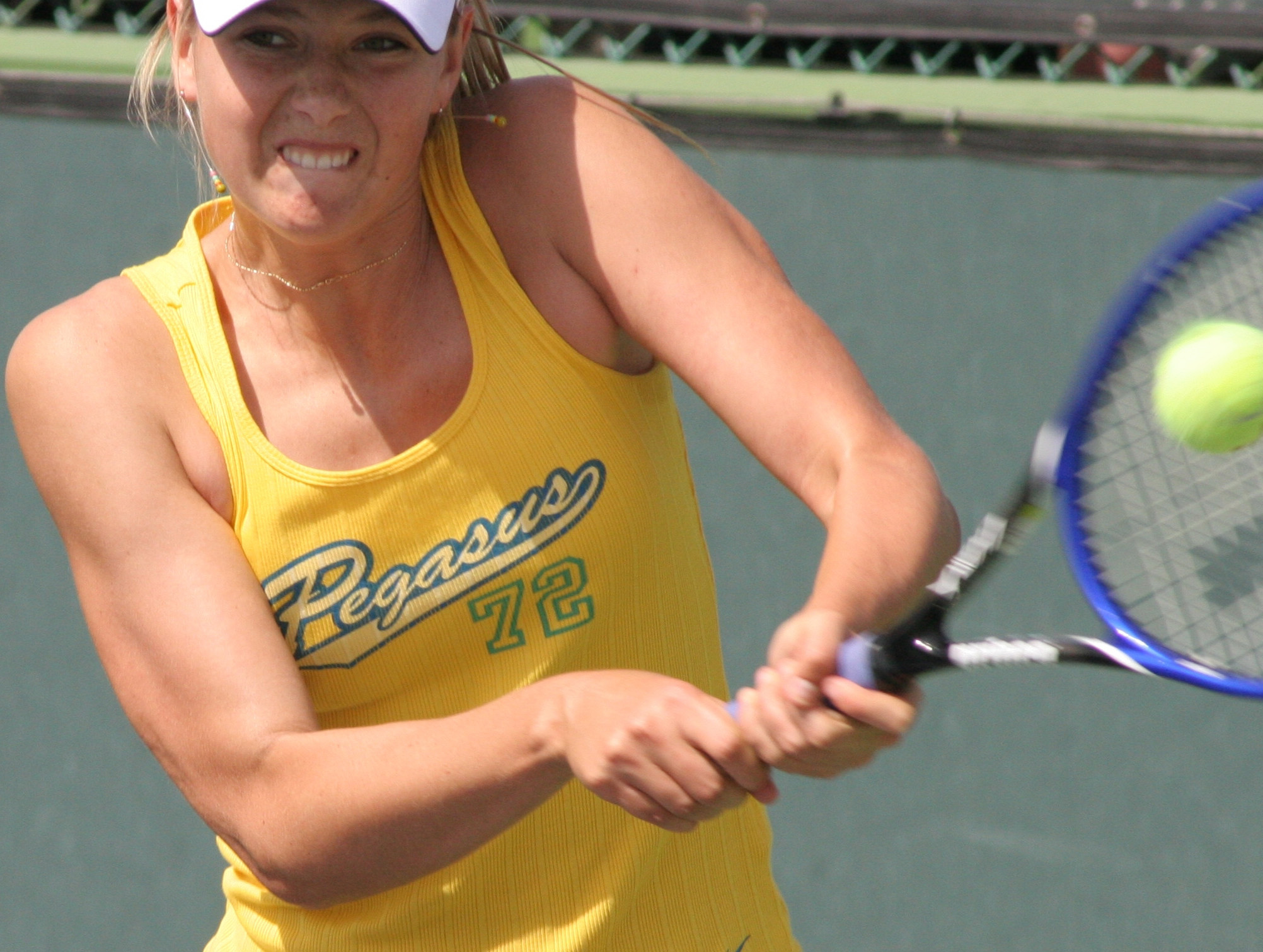
Марія Шарапова під час гри на Індіан-Веллс. У півфіналі вона зазнала найбільшої поразки за кар'єру, не взявши в матчі проти Ліндсі Девенпорт єдиного гейму.

Мастерс Індіан-Веллс 2005 (також відомий під назвою Pacific Life Open за назвою спонсора) — тенісний турнір, що проходив на відкритих кортах з твердим покриттям Indian Wells Tennis Garden у Індіан-Веллсі (США). Це був 32-й за ліком Мастерс Індіан-Веллс. Належав до серії ATP Masters в рамках Туру ATP 2005, а також до серії Tier I в рамках Туру WTA 2005. Тривав з 14 до 20 березня 2005 року.

## Переможниці та фіналістки

### Одиночний розряд, чоловіки
Роджер Федерер —  Ллейтон Г'юїтт, 6–2, 6–4, 6–4
- Для Федерера це був 4-й титул за сезон і 26-й - за кар'єру. Це був його 1-й титул Мастерс за сезон і 5-й - за кар'єру. Це була його друга перемога на цьому турнірі після попереднього року.

### Одиночний розряд, жінки
Кім Клейстерс —  Ліндсі Девенпорт, 6–4, 4–6, 6–2
- Для Клейстерс це був 1-й титул за рік, і 22-й - за кар'єру. Це був її 3-й титул Tier I за кар'єру. Це була її друга перемога на цьому турнірі  (перша була 2003 року).

### Парний розряд, чоловіки
Марк Ноулз /  Деніел Нестор —  Вейн Артурс /  Пол Генлі, 7–6(8–6), 7–6(7–2)

### Парний розряд, жінки
Вірхінія Руано Паскуаль /  Паола Суарес —  Надія Петрова /  Меган Шонессі, 7–6(7–3), 6–1